# Teatro de operações
Numa guerra, chama-se teatro de operações ou teatro de guerra uma área em que eventos militares importantes ocorrem ou estão em andamento. Um teatro pode incluir a totalidade do espaço aéreo, área terrestre e marítima que estão ou podem estar potencialmente envolvidas em operações de guerra.

## Teatro de guerra
No seu livro Da Guerra, Carl von Clausewitz define o termo Kriegstheater (traduzindo o termo latino mais antigo do século XVII theatrum belli) como aquele que:

Denota apropriadamente a porção do espaço sobre o qual a guerra prevalece que tem suas fronteiras protegidas e, portanto, possui uma espécie de independência. Essa proteção pode consistir em fortalezas, ou obstáculos naturais importantes apresentados pelo país, ou mesmo em estar separada por uma distância considerável do resto do espaço abrangido na guerra. Tal porção não é um mero pedaço do todo, mas um pequeno todo completo em si mesmo; e, consequentemente, é mais ou menos em tal condição que as mudanças que ocorrem em outros pontos da sede da guerra têm apenas uma influência indireta e nenhuma influência direta sobre ela. Para dar uma ideia adequada disso, podemos supor que nesta parte um avanço é feito, enquanto em outra parte ocorre uma retirada, ou que sobre aquele um exército está agindo defensivamente, enquanto uma ofensiva está sendo realizada sobre o outro. Uma ideia tão claramente definida como esta não é capaz de aplicação universal; é usado aqui apenas para indicar a linha de distinção.

## Teatro de operações
Teatro de operações (TO) é uma subárea dentro de um teatro de guerra. O limite de um TO é definido pelo comandante que está orquestrando ou fornecendo suporte para operações de combate específicas dentro do TO.
O teatro de operações é dividido em direções estratégicas ou regiões militares, dependendo se é uma guerra ou tempo de paz. As Forças Armadas dos Estados Unidos dividem-se em Comandos Combatentes Unificados (regiões) atribuídos a um determinado teatro de operações militares. Uma direção estratégica é um grupo de exércitos também conhecido como forças-tarefa (campo) ou grupos de batalha.
Um comando ou direção estratégica em geral combinaria uma série de formações militares táticas ou comando operacional. Nas Forças Armadas modernas, um comando estratégico é mais conhecido como comando de combate, que pode ser uma combinação de grupos.

## Forças Armadas Soviéticas e Russas
As Forças Armadas soviéticas e russas classificam uma grande subdivisão geográfica — como territórios geográficos continentais com as suas áreas marítimas limítrofes, ilhas, costas adjacentes e espaço aéreo — como um teatro. O termo em russo para um "teatro" militar é театр военных действий , teatr voennykh deistvii (literalmente: "teatro de operações militares"), abreviado ТВД, TVD.
A divisão de grandes áreas continentais e marítimas auxilia na determinação dos limites dentro dos quais desenvolver planos para as operações de grupos de forças militares estratégicas, permitindo operações militares de "direções estratégicas" significativas específicas conhecidas como "frentes", que originalmente foram nomeadas de acordo com o seu teatro de operações; por exemplo, a Frente Sudoeste (Império Russo) (1914–1918), a Primeira Frente Ucraniana (1943–1945, que lutou na Ucrânia, Polônia, Alemanha e Tchecoslováquia) e a Frente Norte (União Soviética) (junho a agosto de 1941) Em tempos de paz, sem as urgências de um direcionamento estratégico, as frentes foram transformadas em regiões militares (distritos) responsáveis por uma seção designada de operações.

## Estados Unidos

Comando Combatente Unificado dos Estados Unidos.

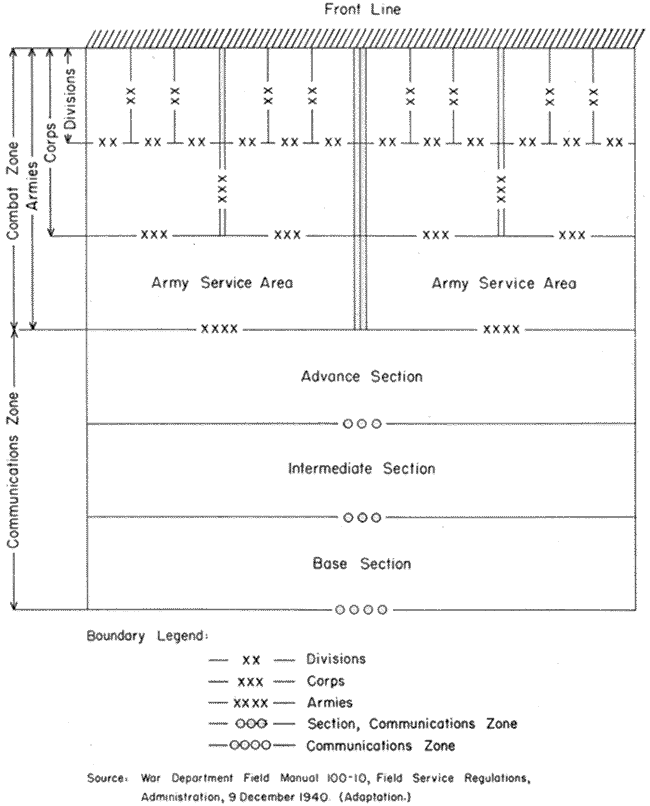
Quadro 1 - Organização típica de um teatro de operações previsto pela War Department Doctrine, 1940

O termo teatro de operações era definido nos manuais de campo americanos como as áreas terrestres e marítimas a serem invadidas ou defendidas, incluindo as áreas necessárias às atividades administrativas incidentes às operações militares (quadro 1). De acordo com a experiência da Primeira Guerra Mundial, geralmente era concebida como uma grande massa de terra sobre a qual ocorriam operações contínuas e foi dividida em duas áreas principais: (1) a zona de combate, ou a área de combate ativo, e (2) a zona de comunicações, ou área necessária para administração do teatro. À medida que os exércitos avançavam, essas zonas e as áreas em que foram divididos mudariam para novas áreas geográficas de controle.